# Jeremy Bokila
Jeremy Loteteka Bokila (ur. 14 listopada 1988 w Kinszasie) – piłkarz z Demokratycznej Republiki Konga, grający na pozycji napastnika.

## Kariera klubowa
Bokila profesjonalną karierę rozpoczął w mało znanym holenderskim klubie AGOVV Apeldoorn. W 2010 roku przeniósł się do Belgii, nie zrobił jednak w SV Zulte Waregem wielkiej kariery. Znacznie lepiej szło mu w holenderskiej Sparcie Rotterdam i rumuńskim Petrolulu Płoeszti. Strzelił w tych klubach po kilkanaście bramek w sezonie. Latem 2013 roku przeniósł się do Rosji, został zawodnikiem klubu Terek Grozny. W 2015 przeszedł do Guangzhou R&F FC, z którego został wypożyczony do Eskişehirsporu. Z kolei latem 2016 wypożyczono go do Al-Kharitiyath SC. Następnie grał w tkaich klubach jak: Akhisar Belediyespor, CFR Cluj, FC Dinamo Bukareszt, Hatayspor, Keçiörengücü, Thes Sport i Oakland Roots, a w 2022 został zawodnikiem holenderskiego klubu Willem II Tilburg.

## Kariera reprezentacyjna
W reprezentacji Demokratycznej Republiki Konga zadebiutował 14 listopada 2012 roku w meczu z Burkina Faso.

## Sukcesy
Petrolul
- Puchar Rumunii: 2013